# مریم حنبلیه
مریم بنت عبدالرحمان نابلسی/ـه شهرت‌یافته به مریم حنبلی/ـه (۱۲۹۱ - ۱۳۵۷م) بانوی محدث شامی فلسطینی در سدهٔ چهاردهم میلادی/هفتم هجری بود. نزد ابن عساکر حدیث فراگرفت و در دمشق و نابلس خود به آموزش حدیث پرداخت. اثری از او با عنوان مسند أمةالله مریم بنت عبدالرحمن الحنبلیة: جزء من ۲۴ روایة در سال ۱۹۸۸م/۱۴۰۹ق در ۷۹ صفحه، توسط مجدی السید ابراهیم در قاهره بازبینی و چاپ شد. اثری دیگر از او به عنوان معجم در همان سال‌ها نسخهٔ خطی بوده است. پسرش شمس‌الدین محمد نیز به حدیث روی آورد و از شاگردانش بود. 